# بنو الأغلب
بنو الأغلب أو الأغالبة سُلالة عربية من بني تميم حاكمة، حكمت في المغرب العربي وجنوب أوروبا في القرنين الثاني والثالث الهجري وأسسوا الدولة الاغلبية التي كانت تضم تونس وليبيا والجزائر ومالطا وصقلية وسردينيا وأجزاء واسعة من إيطاليا وفرنسا وذلك بين عامي (184 هـ - 296 هـ). وكان عدد ملوكهم أحداً عشراً ملكاً. قال شهاب الدين النويري: «دولة بني الأغلب هي أول دولة قامت بإفريقية وجرى عليها اسم الدولة».

## النسب
هم  بنو الأغلب بن سالم بن عقال بن خفاجة بن عباد بن عبد الله بن محمد بن سعد بن حرام بن سعد بن مالك بن سعد بن زيد مناة بن تميم بن مر من قبيلة بني تميم. قال إبراهيم بن أحمد الأغلبي تاسع ملوك الدولة الأغلبية:

## قائمة الملوك
| #  | اللقب        | الاسم                                        | سنوات الحكم             |
| -- | ------------ | -------------------------------------------- | ----------------------- |
| 1  | أبو عبد الله | إبراهيم الأول بن الأغلب الأغلبي التميمي      | 196 - 184 هـ 811 - 800م |
| 2  | أبو العباس   | عبد الله الأول بن إبراهيم الأول الأغلبي      | 201 - 196هـ 816- 811م   |
| 3  | أبو مُحمد     | زيادة الله الأول بن إبراهيم الأول الأغلبي    | 223 - 201 هـ 837- 816م  |
| 4  | أبو عقال     | الأغلب بن إبراهيم الأول الأغلبي              | 226- 223 هـ 840- 837م   |
| 5  | أبو العباس   | محمد الأول بن الأغلب الأغلبي                 | 242 - 226 هـ 856- 840م  |
| 6  | أبو إبراهيم  | أحمد بن محمد الأول الأغلبي                   | 249- 242 هـ 863- 856م   |
| 7  | أبو محمد     | زيادة الله الثاني بن محمد الأول الأغلبي      | 250 - 249 هـ 864- 863م  |
| 8  | أبو الغرانيق | محمد الثاني بن أحمد الأغلبي                  | 261 - 250 هـ 874- 864م  |
| 9  | أبو إسحاق    | إبراهيم الثاني بن أحمد الأغلبي               | 290 - 261 هـ 902- 874م  |
| 10 | أبو العباس   | عبد الله الثاني بن إبراهيم الثاني الأغلبي    | 290 – 290 هـ 903- 902م  |
| 11 | أبو مُضر      | زيادة الله الثالث بن عبد الله الثاني الأغلبي | 296 - 290 هـ 909- 903م  |